# Chu Chua Cottonwood Park
Chu Chua Cottonwood Park är en park i Kanada.   Den ligger i provinsen British Columbia, i den södra delen av landet, 3 300 km väster om huvudstaden Ottawa. Chu Chua Cottonwood Park ligger 379 meter över havet.
Terrängen runt Chu Chua Cottonwood Park är kuperad västerut, men österut är den bergig. Chu Chua Cottonwood Park ligger nere i en dal som går i nord-sydlig riktning.Trakten runt Chu Chua Cottonwood Park är nära nog obefolkad, med mindre än två invånare per kvadratkilometer.. 
I omgivningarna runt Chu Chua Cottonwood Park växer i huvudsak barrskog.